# Misael Rodríguez
Misael Rodríguez (7 de abril de 1994) é um pugilista mexicano, medalhista olímpico. 

## Carreira
Kamran Shakhsuvarly competiu na Rio 2016, na qual conquistou a medalha de prata no peso médio.